# Encontro Latino-Americano de Estudantes de Arquitetura
Encontro Latino Americano de Estudantes de Arquitetura - ELEA é o nome dado a dois eventos organizados para reunir estudantes de graduação em Arquitetura e Urbanismo de diferentes países da América Latina. Eles são realizados por duas entidades distintas: a Coordinadora Latinoamericana de Estudiantes de Arquitectura (CLEA) e a Coordenadoria Latino-Americana de Estudantes de Arquitetura do Cone Sul (CoLEA).
Em ambos, o objetivo é o mesmo: um maior intercâmbio político, social e cultural entre os estudantes de arquitetura e urbanismo da América Latina.

## O ELEA da CoLEA
No sul da América do Sul, o ELEA é realizado desde 1990 pela CoLEA, entidade formada pelas organizações estudantis de arquitetura da Argentina - representada pela CONEA Argentina, do Chile - representado pela CONEA Chile, do Paraguai - representado pela UPEA, do Peru - representado pela FeNEA Perú, e do Uruguai - representado pelo CEDA. Originalmente, o Brasil também fazia parte da CoLEA, tendo a entidade nacional, a FeNEA, sido uma de suas fundadoras. No ENEA de 2013, em Maringá, após discussões internas, a FeNEA desligou-se institucionalmente da CoLEA. Os ELEAs da CoLEA tem um formato similar aos encontros brasileiros, com a criação de uma "cidade" para o evento, com estrutura de camping, alimentação, higiene e atividades num mesmo local.

### Edições
| Ciclo                                                            | Edição     | Ano  | País e Cidade             | Temática                                                 |
| ---------------------------------------------------------------- | ---------- | ---- | ------------------------- | -------------------------------------------------------- |
| Primeiro Ciclo: "O Ponto"                                        | I ELEA     | 1990 | URU Montevidéu            | Encontrazo                                               |
| Primeiro Ciclo: "O Ponto"                                        | II ELEA    | 1991 | PAR Assunção              | Jajetopapa                                               |
| Primeiro Ciclo: "O Ponto"                                        | III ELEA   | 1992 | ARG Córdoba               |                                                          |
| Primeiro Ciclo: "O Ponto"                                        | IV ELEA    | 1993 | BRA São Paulo             | Arquitectura Latinoamericana. Un mosaico de culturas     |
| Primeiro Ciclo: "O Ponto"                                        |            | 1994 | não houve                 |                                                          |
| Primeiro Ciclo: "O Ponto"                                        | V ELEA     | 1995 | CHL Valparaíso            | Develar virtudes. Construir América                      |
| Segundo Ciclo: "A Linha"                                         | VI ELEA    | 1996 | URU Montevidéu            | Huellas sobre una ciudad Latinoamericana                 |
| Segundo Ciclo: "A Linha"                                         | VII ELEA   | 1997 | PAR Assunção              | Yvy Marane’y Rekávo                                      |
| Segundo Ciclo: "A Linha"                                         | VIII ELEA  | 1998 | ARG La Plata              | Despertar América                                        |
| Segundo Ciclo: "A Linha"                                         | IX ELEA    | 1999 | BRA Salvador              | Memoria de América                                       |
| Segundo Ciclo: "A Linha"                                         | X ELEA     | 2000 | CHL Concepción            | Surcos en el territorio                                  |
| Terceiro Ciclo: "A Mancha" (ELEA 2002 não é considerado oficial) | XI ELEA    | 2001 | URU Montevidéu            | Corredores humanos, migraciones urbanas                  |
| Terceiro Ciclo: "A Mancha" (ELEA 2002 não é considerado oficial) | ELEA s/n   | 2002 | PER Cuzco                 | Cuando la tierra reconoce su arquitectura                |
| Terceiro Ciclo: "A Mancha" (ELEA 2002 não é considerado oficial) | XII ELEA   | 2003 | PAR Assunção              | Encuentro de ciudades, un acontecimiento latinoamericano |
| Terceiro Ciclo: "A Mancha" (ELEA 2002 não é considerado oficial) | XIII ELEA  | 2004 | ARG Tucumán               | Celebracion de contradicciones                           |
| Terceiro Ciclo: "A Mancha" (ELEA 2002 não é considerado oficial) | XIV ELEA   | 2005 | BRA São Luís              | Impressoes é imagens: Vivendo a latinicidade             |
| Terceiro Ciclo: "A Mancha" (ELEA 2002 não é considerado oficial) | XV ELEA    | 2006 | CHL Coquimbo              | Aproximando ciudades, un tambo para la reflexión         |
| Quarto Ciclo: "A Cidade como Laboratório Urbano"                 | XVI ELEA   | 2007 | URU Maldonado             | Costa Este                                               |
| Quarto Ciclo: "A Cidade como Laboratório Urbano"                 | XVII ELEA  | 2008 | PAR Areguá                | Atmósferas Humanas, Percepciones de una Ciudad           |
| Quarto Ciclo: "A Cidade como Laboratório Urbano"                 | VIII ELEA  | 2009 | ARG San Juan              | Construyendo un Oasis                                    |
| Quarto Ciclo: "A Cidade como Laboratório Urbano"                 | IXX ELEA   | 2010 | BRA Brasília              | Direito a Cidade. Em Busca da Terra do Nunca             |
| Quinto Ciclo: "Limites" (sem a FeNEA do Brasil partir de 2013)   | XX ELEA    | 2011 | CHL Araucania             | Fronteras en movimiento                                  |
| Quinto Ciclo: "Limites" (sem a FeNEA do Brasil partir de 2013)   | XXI ELEA   | 2012 | PER Cuzco                 | Memorias urbanas, constuyendo identidad em la diversidad |
| Quinto Ciclo: "Limites" (sem a FeNEA do Brasil partir de 2013)   | XXI ELEA   | 2013 | URU Montevidéu            | Espacios emergentes, resignificando limites              |
| Quinto Ciclo: "Limites" (sem a FeNEA do Brasil partir de 2013)   | XXI ELEA   | 2014 | PAR Encarnación           | Redes Urbanas, tejido consciente                         |
| Quinto Ciclo: "Limites" (sem a FeNEA do Brasil partir de 2013)   |            | 2015 | não houve                 |                                                          |
| Quinto Ciclo: "Limites" (sem a FeNEA do Brasil partir de 2013)   | XXI ELEA   | 2016 | ARG Córdoba               | Resignificando territorios, Fortaleciendo Identidades    |
| Sexto Ciclo: "A Origem"                                          | XXI ELEA   | 2017 | CHL Atacama               | Habitar el origen                                        |
| Sexto Ciclo: "A Origem"                                          | XXII ELEA  | 2018 | URU Colônia do Sacramento | Habitar el Patrimonio                                    |
| Sexto Ciclo: "A Origem"                                          | XXIII ELEA | 2019 | PAR Ciudad del Este       | Proyectando una Cultura Sustentable                      |
| Sexto Ciclo: "A Origem"                                          | XXIV ELEA  | 2020 | ARG San Juan              |                                                          |

## O ELEA da CLEA
O ELEA que compreende a maior parte dos países latino-americanos é realizado pela CLEA, entidade formada pelas organizações estudantis de arquitetura do México - representado pela CONEA, El Salvador, representado pela ANEA, Honduras - pela CEAH, Nicarágua - representado pela CONEA, Porto Rico - pela LINEA, Costa Rica - pela EAM, Panamá - pela ONEA, Cuba - pela FEU, Guatemala - representada pela CONEA, Venezuela - pela CNEA, República Dominicana - pela ODEA, Equador - pela UNEA, Peru - pela UPEA e Bolívia - pela UNEA, além dos Estados Unidos. 
Os ELEAs tiveram origem nos primeiros encontros centro-americanos, nos anos 80, sendo importantes também para o surgimento da própria CLEA. Em 1993, a entidade se abriu, passando a aceitar todos os latino-americanos, incluindo os latinos dos Estados Unidos. 
Os ELEAs da CLEA são mais formais que os da CoLEA e da FeNEA, não havendo camping. Em 2015 foi realizada a 30ª edição do ELEA, em Arequipa, no Peru.